# Svetovno šahovsko prvenstvo 2008
Svetovno šahovsko prvenstvo 2008 je bil šahovski dvoboj v dvanajstih partijah med Viswanathanom Anandom in  Vladimirjem Kramnikom. Tekmovanje se je odvijalo v Bonnu v Nemčiji med 14. oktobrom 2008 in 2. novembrom.
Po enajstih partijah je zmagal Anand s 6½–4½ in obdržal naslov prvaka. Dvanajsta partija ni bila odigrana.